# Laccophilus siamensis
Laccophilus siamensis är en skalbaggsart som beskrevs av Sharp 1882. Laccophilus siamensis ingår i släktet Laccophilus och familjen dykare.

## Underarter
Arten delas in i följande underarter:
- L. s. chiengmaiensis
- L. s. kavanaughi
- L. s. taiwanensis
- L. s. siamensis